# Bruce Lee
Bruce Lee, filozof, ameriški kung fu borec in igralec, * 27. november 1940, San Francisco, † 20. julij 1973, Hong Kong.

## Otroštvo in družina
Svoje otroštvo je preživljal v Hong Kongu. Oče in mati, operna pevca sta ga klicala Lee Siu-lung, kar je pomenilo mali zmaj. Imel je sestro in brata. Bruce je bil kot otrok zelo šibak, zato je bil večkrat pretepen. Z leti je postal zelo borben in se je v uličnih pretepih rad maščeval. Ko je v šoli prišlo do incidenta, v katerem je Bruce nekoga pretepel do nezavesti zato, ker ga je ta udaril v obraz, sta se oče in mati odločila, da ga pošljeta v San Francisco. Tam je kasneje ustanovil svojo šolo borilnih veščin. V tej šoli je spoznal svojo ljubezen Lindo Cadwell ter se z njo tudi poročil. Tudi ona je postala mojstrica borilnih veščin. V zakonu sta se jima rodila dva otroka. Starejšemu je bilo ime Brandon (1965–1993), ki je šel po stopinjah očeta ter snemal filme. Mlajši je ime Shannon.

## Uspeh s Hollywoodom in Hong Kong produkcijo
S Hongkongom in Hollywoodom so povzdignili tradicionalne hongkongške borilne veščine v svetovno priljubljene in popularne. S tem so sprožili velik porast šol kitajskih borilnih veščin na Zahodu. Bruce je postal ikona zlasti na Kitajskem, ker je v svojih filmih portretiral kitajski nacionalni ponos (kmete in delavce) ter s tem kitajski nacionalizem. Veliko ljudi vidi Bruca kot vzor za pridobivanje močnega in gibčnega telesa ter najvišjo možno raven kondicije, prav tako kot razvijajoče spretnosti borilnih veščin ter dobro tehniko borbe. Bruce je vse mišice ter gibčnost pridobil le z vajami. V filmskih studijih Summit in Golden Harvest v Hongkongu in pod režijo Lo Wei-ja je posnel nekaj filmov, ter tako postal največja ikona borilnih veščin. Sodeloval je z veliko mojstri borilnih veščin, kot so Dan Innosanto, njegovi učeneci so bili Chuck Norris, Steve McQueen in drugi. Vsi ki so z njim sodelovali, so povedali, da je bil neverjetno hiter in močan, kljub njegovi velikosti. Bruce je vedno pravil: »Sem sam svoj kaskader!«

## Delovanje v Združenih državah Amerike
Ko je prišel na univerzo v San Francisco, je začel poučevati ljudi ter jim približal borilne veščine. V njegovo šolo so se vpisovali mnogi, tudi Hollywoodske zvezde in režiserji. To ni bilo všeč kitajskim mojstrom, ki so bili mnenja, da je to kitajska skrivnost in da se takšnih stvari ne bi smelo širiti na zahod in drugam po svetu. Bruce Lee je še naprej poučeval ter se ni zmenil za govorice. Morda je prav on najbolj vplival na pojav razširitve borilnih veščin. Bruce je ustvaril svoj stil, ki je vseboval dele karateja, kung fuja, jiu-jitsa in kitajskega boksa, katerega je poimenoval Jeet Kune Do.

## Telesne sposobnosti
Bruce je bil v zelo dobri telesni kondiciji, svoje spretnosti pa je pogosto predstavil ljudem, ne samo v filmih, pač pa tudi na ulici. Tako naj bi lahko naredil "skleco" na eni roki ter samo na palcu in kazalcu, z udarcem z nogo naj bi bil sposoben na tla spraviti tudi precej težje od sebe. Nekoč naj bi udaril človeka, ki je tehtal 100 kilogramov. Tega naj bi odneslo 3 metre nazaj, nakar je padel na tla. S svojo gibčnostjo je bil zmožen z nogo udariti človeka v glavo, kljub temu, da je bil višji za 3 "glave".

## Smrt
Bruce Lee je umrl leta 1973 v starosti 32 let. Med snemanjem filma Fist of fury je prijateljici večkrat potožil o glavobolih, ki ga ovirajo pri delu. Umrl je pri prijateljici doma. Vzroka njegove smrti naj bi bila možganska kap. Hitro so se pojavile špekulacije in ugibanja, zakaj je tako mlad umrl eden od najboljših mojstrov borilnih veščin. Možne razlage, ki so krožile med ljudmi so bile, da je umrl zaradi jemanja poživil, da ga je ubila kitajska mafija, ker ni želel sodelovati pri tihotapljenju v ZDA. Je tudi prvi človek, ki je po smrti dobil priznanje najvišjega ranga, ti. »sončni pas«.